# László Szemere
László Szemere (3. Juni 1906 in Budapest – 28. August 1963 ebendort) war ein ungarischer Opernsänger der Stimmlage Tenor.

## Leben und Werk
László Szemere studierte zunächst Maschinenbau, dann Gesang in Budapest und Wien. In der Spielzeit 1936–37 war er am Stadttheater Troppau engagiert, danach jeweils eine Spielzeit lang am Landestheater Linz und am Stadttheater Zürich. 1939 folgte er einem Ruf des Stadttheaters Luzern und blieb dort bis Kriegsende verpflichtet. In den Luzerner Jahren war er gefragter Gastsänger an nahezu allen Schweizer Opernhäusern – am Stadttheater Basel und am Stadttheater Bern, am Grand Théâtre de Genève und am Stadttheater St. Gallen ebenso wie in Zürich.
1946 ging er nach Wien und nahm ein Engagement an der Wiener Staatsoper und an der Wiener Volksoper an, die bis 1955 eng verflochten waren. Er sang sowohl im Haus am Gürtel als auch im Theater an der Wien, dem Ausweichquartier für die ausgebombte Staatsoper bis 1955, Hauptrollen als auch zentrale Nebenpartien. Seine Vielfältigkeit war verblüffend, er war sowohl im italienischen und französischen Fach versiert als auch in deutscher Spieloper, in slawischen Werken und auch in Ur- und Erstaufführungen. Er blieb beiden Wiener Häusern bis zu seinem frühen Tod treu, gastierte aber weiterhin in Luzern sowie an der Ungarischen Staatsoper in Budapest, am Teatro Colón von Buenos Aires und an der Oper Graz.
Der Sänger war mit der Operettendiva Ilonka Marton verheiratet.

## Rollenspektrum
László Szemere vermochte aufgrund seiner Vielseitigkeit und Wandlungsfähigkeit Rollen aus den unterschiedlichsten Bereichen zu übernehmen. Erst reüssierte er als lyrischer Tenor, danach übernahm er schrittweise das Heldenfach, schließlich profilierte er sich als Charaktertenor. Während seines Zürcher Engagements sang er beispielsweise den Baron Kronthal in Lortzings Wildschütz, den Aurelius Galba in d’Alberts Die toten Augen, den Albrecht von Brandenburg in Hindemiths Mathis der Maler, den Stewa Buryja in Janáčeks Jenůfa und schließlich 1939 – unter der musikalischen Leitung des Komponisten – den Herodes in Richard Strauss’ Salome, weiters zwei heldische Verdi-Partien, den Radamès in der Aida und den Manrico im Trovatore. In seinen Luzerner Jahren konnte sich der Sänger eine Vielzahl weiterer Partien erarbeiten, überwiegend aus dem italienischen und französischen Repertoire – die Titelpartie in Giordanos Andrea Chénier, den Canio in Leoncavallos Pagliacci, den Turiddu in Mascagnis Cavalleria rusticana, weiters die Verdi-Partien Riccardo, Alvaro und Duca di Mantova, Manrico, Radamès und Otello sowie die Puccini-Rollen Rodolfo, Cavaradossi und Pinkerton, den Don José in Bizets Carmen und die Titelpartien in Gounods Faust, in Offenbachs Les contes d’Hoffmann und in Massenets Werther. Im deutschen Fach übernahm er den Florestan in Beethovens Fidelio, den Max im Weber’schen Freischütz, den Erik in Wagners Fliegendem Holländer, den Pedro in d’Alberts Tiefland und den Bacchus in Richard Strauss’ Ariadne auf Naxos. Von Mozart übernahm er Don Ottavio und Tamino, weiters erlebte man ihn ein Luzern in einigen Operetten, als Prinz Sou-Chong im Land des Lächelns, in den Titelpartien von Zigeunerbaron, Bettelstudent, Gasparone und Orpheus in der Unterwelt sowie als Alfred in der Fledermaus von Johann Strauß.
Bei den Salzburger Festspielen war László Szemere an einigen Uraufführungen beteiligt – 1952 als Pollux in der Liebe der Danae, 1953 als Titorelli in Einems Der Prozess und 1955 als Geier in Egks Irische Legende. An der Wiener Staatsoper sang er 1956 in der Uraufführung von Frank Martins Der Sturm den Antonio: Es inszenierte Heinz Arnold, es dirigierte Ernest Ansermet.
László Szemere starb an den Folgen eines Autounfalles.

## Tondokumente
- Richard Strauss: Die Liebe der Danae, mit Paul Schöffler (Jupiter), Josef Traxel (Merkur), Lászlo Szémere (Pollux), Annelies Kupper (Danae), Anny Felbermayer (Xanthe), Josef Gostic (Midas), Wiener Philharmoniker, Chor der Wiener Staatsoper, Clemens Krauss, Altes Festspielhaus, Salzburg, 14. August 1952, Live-Mitschnitt der Uraufführung, gekürzt und transponiert
- Richard Strauss: Der Rosenkavalier, mit Maria Reining, Kurt Böhme, Sena Jurinac, Alfred Poell, Hilde Güden, Judith Hellwig, László Szemere, Hilde Rössel-Majdan, Harald Pröglhöf, William Wernigk; Dirigent: Hans Knappertsbusch, Wiener Staatsopernchor, Wiener Philharmoniker, Wien 1955